# Silberner Bär/Beste Darstellerin

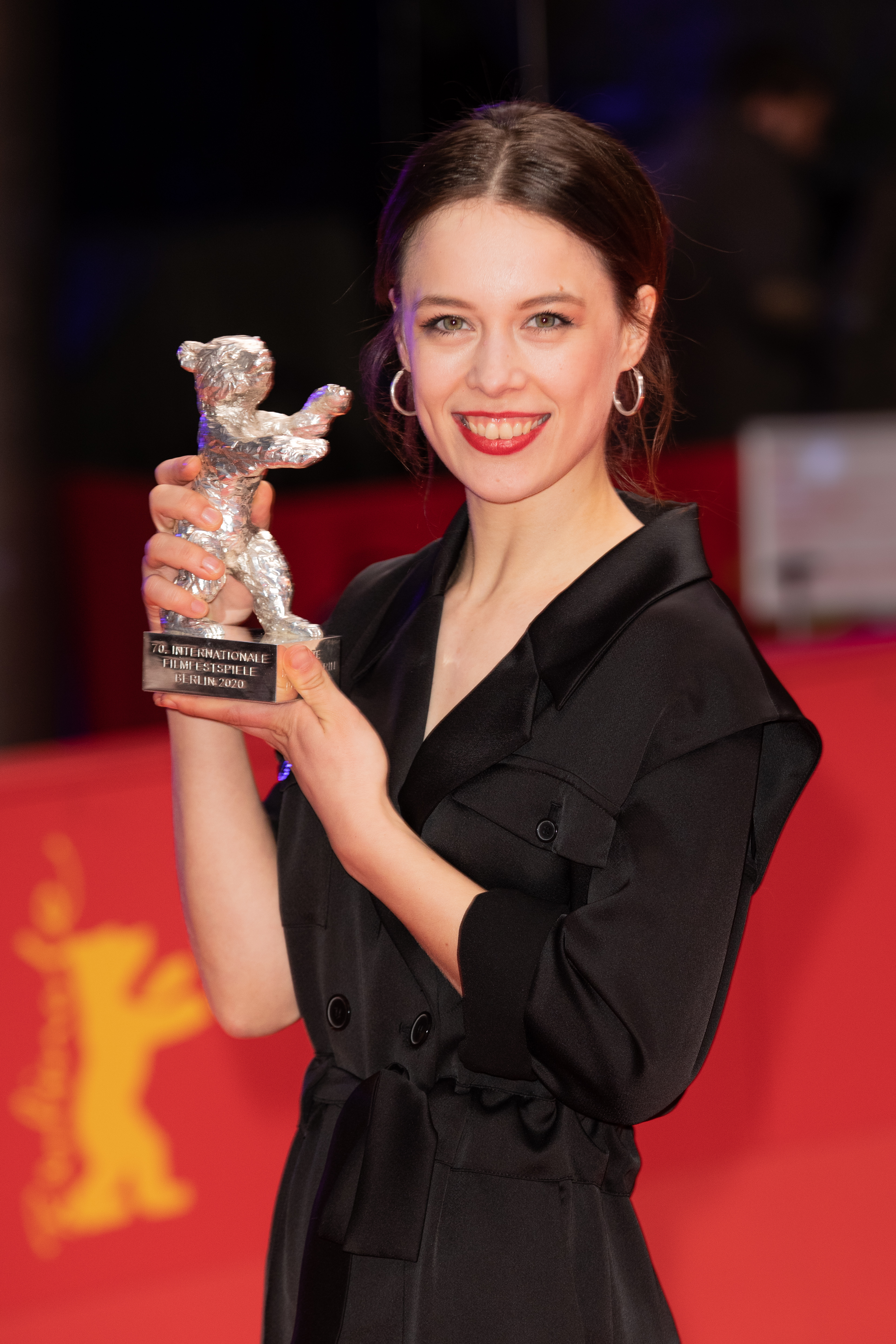
Letzte Preisträgerin 2020: Paula Beer (Undine)

Der Silberne Bär für die beste Darstellerin honorierte bei den jährlich veranstalteten Filmfestspielen von Berlin die beste schauspielerische Leistung einer Haupt- oder Nebendarstellerin in einem Wettbewerbsfilm (Spielfilm). Die Auszeichnung wurde erstmals bei der sechsten Auflage des Filmfestivals im Jahr 1956 verliehen. Über die Vergabe des Preises stimmte die Wettbewerbsjury ab, die sich meist aus internationalen Filmschaffenden zusammensetzt.
Nach 2020 entfielen die Auszeichnungen für den besten Darsteller und die beste Darstellerin, stattdessen werden nun genderneutrale Preise für die beste schauspielerische Leistung in einer Hauptrolle sowie die beste schauspielerische Leistung in einer Nebenrolle verliehen.

## Preisträger
Am häufigsten mit dem Darstellerpreis ausgezeichnet wurden US-amerikanische Filmschauspielerinnen (13 Siege), gefolgt von ihren Kolleginnen aus Deutschland (BRD und DDR: 12) sowie Frankreich und das Vereinigte Königreich (je 8). Bisher zweimal triumphieren konnte nur die US-Amerikanerin Shirley MacLaine (1959 und 1971). 2009 war mit Birgit Minichmayr (Alle anderen) erstmals eine österreichische Schauspielerin erfolgreich.
| Jahr       | Preisträgerin           | Originaltitel                                                        | Deutscher Titel                             |
| ---------- | ----------------------- | -------------------------------------------------------------------- | ------------------------------------------- |
| 1956       | Elsa Martinelli         | Donatella                                                            | Donatella – Junge Liebe in Rom              |
| 1957       | Yvonne Mitchell         | Woman in a Dressing Gown                                             | Die Frau im Morgenrock                      |
| 1958       | Anna Magnani            | Wild Is the Wind                                                     | Wild ist der Wind                           |
| 1959       | Shirley MacLaine        | Ask Any Girl                                                         | Immer die verflixten Frauen                 |
| 1960       | Juliette Mayniel        | Kirmes                                                               | Kirmes                                      |
| 1961       | Anna Karina             | Une femme est une femme                                              | Eine Frau ist eine Frau                     |
| 1962       | Rita Gam                | No Exit                                                              | Geschlossene Gesellschaft                   |
| 1962       | Viveca Lindfors         | No Exit                                                              | Geschlossene Gesellschaft                   |
| 1963       | Bibi Andersson          | Älskarinnan                                                          | Schlafwagenabteil                           |
| 1964       | Sachiko Hidari          | 彼女と彼 (Kanojo to kare)                                            | Sie und Er                                  |
| 1964       | Sachiko Hidari          | にっぽん昆虫記 (Nippon konchuki)                                     | Das Insektenweib                            |
| 1965       | Madhur Jaffrey          | Shakespeare-Wallah                                                   | nicht bekannt                               |
| 1966       | Lola Albright           | Lord Love a Duck                                                     | Mollymauk, der Wunderknabe                  |
| 1967       | Edith Evans             | The Whisperers                                                       | Flüsternde Wände                            |
| 1968 a     | Stéphane Audran         | Les biches                                                           | Zwei Freundinnen                            |
| 1969– 1970 | Preis nicht vergeben    | Preis nicht vergeben                                                 | Preis nicht vergeben                        |
| 1971       | Shirley MacLaine        | Desperate Characters                                                 | Verzweifelte Menschen                       |
| 1971       | Simone Signoret         | Le chat                                                              | Die Katze                                   |
| 1972       | Elizabeth Taylor        | Hammersmith Is Out                                                   | Hammersmith ist raus                        |
| 1973– 1974 | Preis nicht vergeben    | Preis nicht vergeben                                                 | Preis nicht vergeben                        |
| 1975       | Kinuyo Tanaka           | サンダカン八番娼館 望郷 (Sandakan hachiban shokan bohkyo)            | Sandakan, Haus Nr. 8                        |
| 1976       | Jadwiga Barańska        | Noce i dnie                                                          | Nächte und Tage                             |
| 1977       | Lily Tomlin             | The Late Show                                                        | Die Katze kennt den Mörder                  |
| 1978       | Gena Rowlands           | Opening Night                                                        | Opening Night                               |
| 1979       | Hanna Schygulla         | Die Ehe der Maria Braun                                              | Die Ehe der Maria Braun                     |
| 1980       | Renate Krößner          | Solo Sunny                                                           | Solo Sunny                                  |
| 1981       | Barbara Grabowska       | Gorączka                                                             | Fieber                                      |
| 1982       | Katrin Sass             | Bürgschaft für ein Jahr                                              | Bürgschaft für ein Jahr                     |
| 1983       | Jewgenia Gluschenko     | Влюблён по собственному желанию (Wljublen po sobstwennomu shelaniju) | Auf eigenen Wunsch verliebt                 |
| 1984 b     | Inna Tschurikowa        | Военно-полевой роман (Wojenno-Polewoi roman)                         | Frontromanze                                |
| 1985       | Jo Kennedy              | Wrong World                                                          | Wrong World                                 |
| 1985       | Marcelia Cartaxo        | A Hora da Estrela                                                    | Sternstunde                                 |
| 1985       | Charlotte Valandrey     | Rouge baiser                                                         | Rote Küsse                                  |
| 1987       | Ana Beatriz Nogueira    | Vera                                                                 | Vera                                        |
| 1988       | Holly Hunter            | Broadcast News                                                       | Nachrichtenfieber – Broadcast News          |
| 1989       | Isabelle Adjani         | Camille Claudel                                                      | Camille Claudel                             |
| 1990       | Jessica Tandy c         | Driving Miss Daisy                                                   | Miss Daisy und ihr Chauffeur                |
| 1991       | Victoria Abril          | Amantes                                                              | Amantes                                     |
| 1992       | Maggie Cheung           | 阮玲玉 (Ruan Lingyu)                                                 | Center Stage                                |
| 1993       | Michelle Pfeiffer       | Love Field                                                           | Love Field – Liebe ohne Grenzen             |
| 1994       | Crissy Rock             | Ladybird Ladybird                                                    | Ladybird, Ladybird                          |
| 1995       | Josephine Siao          | 女人四十 (Nu ren si shi)                                             | Sommerschnee                                |
| 1996       | Anouk Grinberg          | Mon homme                                                            | Mein Mann – Für deine Liebe mach’ ich alles |
| 1997       | Juliette Binoche        | The English Patient                                                  | Der englische Patient                       |
| 1998       | Fernanda Montenegro     | Central do Brasil                                                    | Central Station                             |
| 1999       | Juliane Köhler          | Aimée & Jaguar                                                       | Aimée & Jaguar                              |
| 1999       | Maria Schrader          | Aimée & Jaguar                                                       | Aimée & Jaguar                              |
| 2000       | Bibiana Beglau          | Die Stille nach dem Schuss                                           | Die Stille nach dem Schuss                  |
| 2000       | Nadja Uhl               | Die Stille nach dem Schuss                                           | Die Stille nach dem Schuss                  |
| 2001       | Kerry Fox               | Intimacy                                                             | Intimacy                                    |
| 2002       | Halle Berry             | Monster’s Ball                                                       | Monster’s Ball                              |
| 2003       | Nicole Kidman           | The Hours                                                            | The Hours – Von Ewigkeit zu Ewigkeit        |
| 2003       | Julianne Moore          | The Hours                                                            | The Hours – Von Ewigkeit zu Ewigkeit        |
| 2003       | Meryl Streep            | The Hours                                                            | The Hours – Von Ewigkeit zu Ewigkeit        |
| 2004       | Catalina Sandino Moreno | Maria Full of Grace                                                  | Maria voll der Gnade                        |
| 2004       | Charlize Theron         | Monster                                                              | Monster                                     |
| 2005       | Julia Jentsch           | Sophie Scholl – Die letzten Tage                                     | Sophie Scholl – Die letzten Tage            |
| 2006       | Sandra Hüller           | Requiem                                                              | Requiem                                     |
| 2007       | Nina Hoss               | Yella                                                                | Yella                                       |
| 2008       | Sally Hawkins           | Happy-Go-Lucky                                                       | Happy-Go-Lucky                              |
| 2009       | Birgit Minichmayr       | Alle Anderen                                                         | Alle anderen                                |
| 2010       | Shinobu Terajima        | キャタピラー (Caterpillar)                                           | Caterpillar                                 |
| 2011 d     | Sareh Bayat             | جدایی نادر از سیمین (Jodaeiye Nader az Simin)                        | Nader und Simin – Eine Trennung             |
| 2011 d     | Sarina Farhadi          | جدایی نادر از سیمین (Jodaeiye Nader az Simin)                        | Nader und Simin – Eine Trennung             |
| 2011 d     | Leila Hatami            | جدایی نادر از سیمین (Jodaeiye Nader az Simin)                        | Nader und Simin – Eine Trennung             |
| 2011 d     | Kimia Hosseini          | جدایی نادر از سیمین (Jodaeiye Nader az Simin)                        | Nader und Simin – Eine Trennung             |
| 2012       | Rachel Mwanza           | Rebelle                                                              | nicht bekannt                               |
| 2013       | Paulina García          | Gloria                                                               | Gloria                                      |
| 2014       | Haru Kuroki             | 小さいおうち (Chiisai Ouchi)                                         | nicht bekannt                               |
| 2015       | Charlotte Rampling      | 45 Years                                                             | 45 Years                                    |
| 2016       | Trine Dyrholm           | Kollektivet                                                          | Die Kommune                                 |
| 2017       | Kim Min-hee             | 밤의 해변에서 혼자 (Bamui Haebyeon-eoseo Honja)                      | On the Beach at Night Alone                 |
| 2018       | Ana Brun                | Las herederas                                                        | Die Erbinnen                                |
| 2019       | Yong Mei                | 地久天长 (Di jiu tian chang)                                         | Bis dann, mein Sohn                         |
| 2020       | Paula Beer              | Undine                                                               | Undine                                      |